# Szczypka

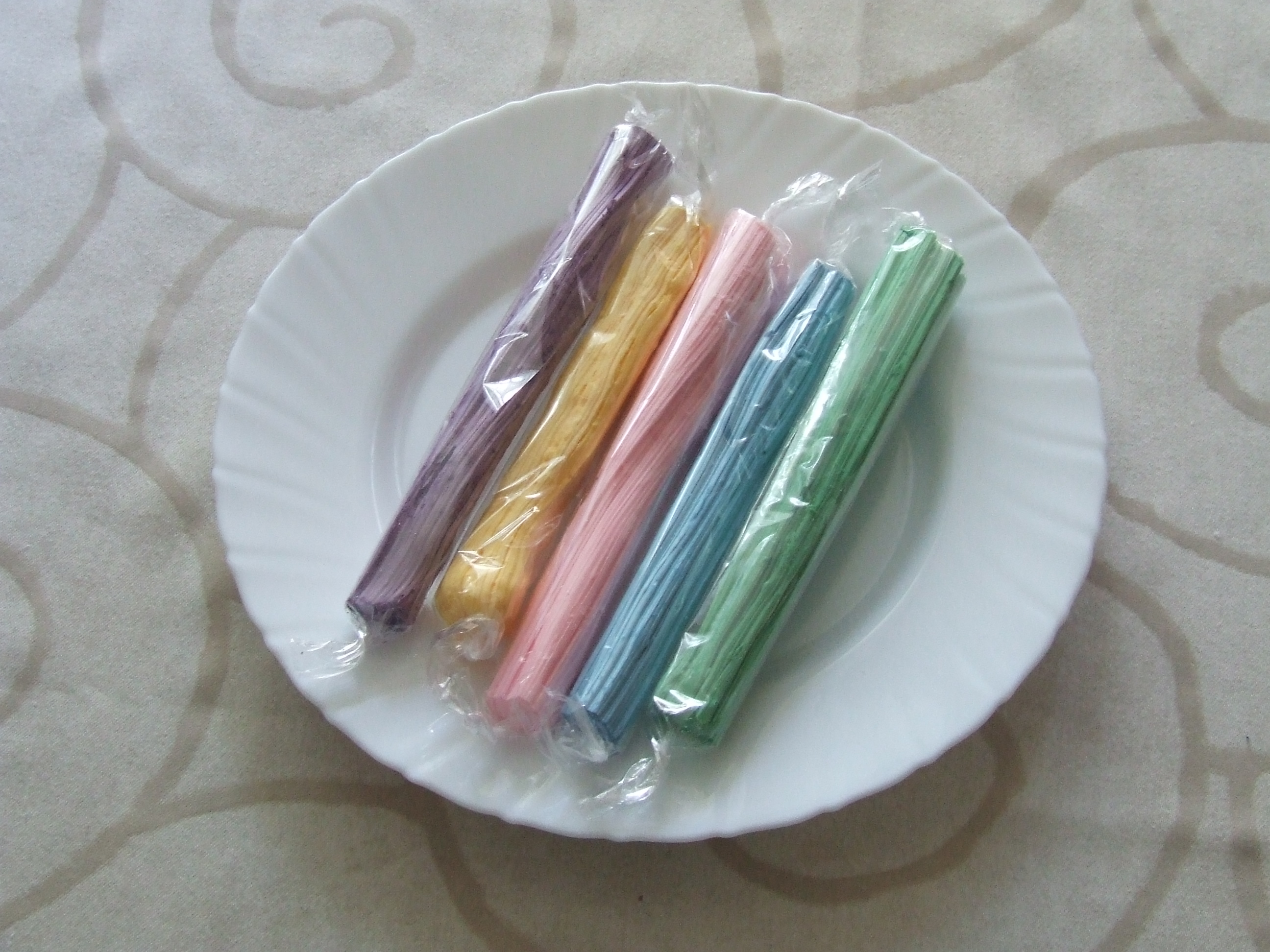
Kolorowe szczypki

Szczypka – przysmak regionalny z Lubelszczyzny; wyrób cukierniczy na bazie cukru.
Ma postać laseczki przypominającej szczapę drewna (stąd też pochodzi jego nazwa: „szczypa” – kawałek rozłupanego drewna przesyconego żywicą, służący do rozpalania ognia). Może mieć różne barwy, dzięki zastosowanym barwnikom i smaki (aromaty itp.).
Szczypki są często sprzedawane na odpustach w lubelskich parafiach.